# Biserici de lemn din Covasna
- Biserica de lemn din Chichiș cu hramul Sfântul Petru și Pavel
- Biserica de lemn din Păpăuți cu hramul Cuvioasa Paraschiva
- Biserica de lemn din Poian cu hramul Sfinții Arhangheli
- Biserica de lemn din Vârghiș cu hramul Sfinții Arhangheli
- Biserica de lemn din Zagon cu hramul Sfinții Arhangheli
- Biserica de lemn din Zăbala cu hramul Adormirea Maicii Domnului